# Autoput jezera
Jezera Autoput 1 2 3 se nalaze u Koprivničko-križevačkoj županiji. Pripadaju većim dijelom općini Drnje, a sjevero-istočni dio jezera Autoputa 3 pripada općini Gola. točnije naselju Gotalovo.

## Opis
Jezera Autoput (točnije, Autoput 1. 2. i 3) je skup 15-ak jezera i bara čiji broj i površina varira ovisno o vodostaju Drave. Jezera su dobila ime po tome jer se iskopani šljunak koristio za izgradnju autoputa Zagreb – Lipovac. Jezera se opskrbljuju vodom iz rijeke Drave koja teče oko 300 metara od najbližeg jezera i nepresušnog kanala/potočića koji je povezan s jezerom Šoderica. Jezerima gospodari ŠRK "Amur" Drnje/Botovo. Obala jezera je skoro neprohodna na sjevernim jezerima i barama, obrasla niskim i visokim raslinjem, trskom, rogozom i šikarom, do relativno pristupačne na južnim jezerima. Pristup vodi je moguć na puno ribičkih mjesta. Oko jezera su poljoprivredne površine, uglavnom livade. Dno jezera je šljunkovito a uz obalu pokriveno trulim lišćem, mjestimično muljevito i prilično obraslo trskom, rogozom, šašom, ljutkom, ježincom i vodenom travom-resom (krocanj) a ima i bijelog lopoča i žutog lokvanja. Jezera se poribljavaju i bogata su skoro svim ribljim vrstama ovog područja: posebno šaran (divlji/vretenasti i ribnjački/bezljuskaš), amur, obični grgeč i pastrvski grgeč bass, tolstolobik (bijeli/sivi glavaš), smuđ, som, štuka, linjak i ostala sitnija riba (unesene-alohtone invazivne vrste patuljasti som-američki som i sunčanica i koje obitavaju u ovom području -autohtone vrste klen, deverika,crvenperka, klenić, žutooka-bodorka, bjelica-uklija i dr.). Najsjevernije jezero/bara nije tipično za ova jezera. Više je rukavac ili staro korito rijeke Drave jer na njemu još postoje ostaci starog mlina i brane. Zabranjena je uporaba čamaca na svim jezerima.
Jezera Autoput 1 (jezera južno od središnjeg Autoput 2 ZERP jezera) površine ukupno oko 24 ha nalaze se u Koprivničko-križevačkoj županiji 1 km istočno od naselja Botovo.
Jezero Autoput 2 je najpoznatije i jedino uređeno jezero za rekreacijski i natjecateljski ribolov. Autoput 2, ZERP ( zabavno-ekološki rekreacijski park, površine oko 4,8 ha ) za koje vrijedi sistem “Ulovi i pusti C&R“, osim za alohtone vrste. Ribolov grabežljivaca dozvoljen je samo umjetnim mamcima (varalicom).
Jezera Autoput 3 (jezera sjeverno od središnjeg Autoput 2 ZERP jezera) površine ukupno oko 17 ha nalazi se na krajnjem zapadu općine Gotalovo, 2 km sjeveroistočno od naselja Botovo.

## Galerija
- jezero Autoput 3 pokraj naselja Botovo
- jezero Autoput 3 pokraj naselja Botovo
- ZERP jezero Autoput 2 pokraj Botova

## Vanjske poveznice
- Ribolovne vode podravsko-prigorskog kraja